# Hypothesis
| 전문가 평가 | 전문가 평가 |
| 평가 점수   | 평가 점수   |
| 출처        | 점수        |
| ----------- | ----------- |
| Allmusic    | [ 1 ]       |

《Hypothesis》는 1978년 비공식적으로 발매된 그리스의 전자 음악 작곡가 반젤리스의 스튜디오 음반이다.

## 배경
1971년 5월, 반젤리스는 런던의 마르키 스튜디오에서 여러 세션을 연주했고, 그 중 일부는 바이올리니스트 미셸 리포체, 베이시스트 브라이언 오거스(소매 위의 오저라고 불림), 드러머 토니 옥슬리가 합류했으며, 이는 존 맥러플린이 발매한 유명한 《Extrapolation》 녹음의 리듬 섹션이다. 두 장의 음반 가치가 있는 자료는 이 세션에서 비롯되었지만, 미완성이었고 발매를 위한 것은 아니었다. 나중에, 반젤리스가 유명해졌을 때, 그 음반사는 위조된 서명을 사용하여, 그의 허락 없이 그 자료를 출판했고, 1978년, 어피니티 레이블 (찰리 레코드의 자회사) 《Hypothesis》와 《The Dragon》에 두 장의 음반이 가게에 등장했다. 반젤리스는 두 장의 LP를 모두 시장에서 철수시킨 법원 소송에서 이겼다. 그는 탐욕이 서브 파 음반들을 발표하게 된 동기라고 말했고 "나는 그 음악에 전혀 동의하지 않다"라고 말했다.

## 곡 목록
모든 곡들은 반젤리스에 의해 작곡하였다.
| #  | 제목                   | 재생 시간 |
| -- | ---------------------- | --------- |
| 1. | 〈Hypothesis, Part 1〉 | 16:00     |
| 2. | 〈Hypothesis, Part 2〉 | 16:10     |